# Iuri Motxànov
Iuri Alekséievitx Motxànov, en rus: Юрий Алексеевич Мочанов, (Leningrad, 8 de novembre de 1934 – Kíev, 20 d'octubre de 2020) fou un arqueòleg rus, doctor en ciències històriques, especialitzat en l'arqueologia del Paleolític i de les primeres etapes d'ocupació humana al nord-orient d'Àsia. Es va graduar el 1957 a la facultat d'història de la Universitat Estatal de Leningrad. Treballava com a investigador principal del Centre d'Arqueologia de l'Àrtida i Paleoecologia Humana i fou el director adjunt per a Ciència de Sakhà. Doctor en ciències històriques, especialista en l'arqueologia de les etapes antigues de l'ocupació del nord-est d'Àsia per part dels humans.
Les seves recerques més conegudes són les realitzades sobre la cultura Dyuktai, que es va originar a la conca del riu Aldan. Amb l'arqueòloga Svetlana Fedosséieva, van publicar una exposició àmplia de les seves investigacions, sobre l'arqueologia del nord-est d'Àsia i les seves relacions amb l'arribada de l'home a Amèrica.